# Kaylee Kaneshiro
Pour les articles homonymes, voir Kaneshiro.
Kaylee Kaneshiro est une actrice et mannequin américaine, née le 1er novembre 1997 en Floride.

## Biographie
Née en Floride, Kaylee Bryant a passé une partie de son enfance à Las Vegas, dans le Nevada, avant de s'installer à Los Angeles avec sa mère et son frère aîné, Kane (né le 27 octobre 1995), lorsqu'elle avait environ neuf ans, à la suite du divorce de ses parents Kristina et Garrett Kaneshiro. Ce dernier vit désormais à Hawaï. Elle est d'ascendance japonaise du côté de son père et parle couramment le japonais. 
Le 1er juin 2021, Kaylee fait son coming-out queer sur ses réseaux sociaux. En février 2023, elle officialise son couple avec un assistant de production et coach d'acteur, Jesse Allis. 

### Carrière
Elle a lancé sa carrière dans le mannequinat à l’âge de huit ans jusqu'à l’âge de 12 ans, avant de se lancer dans la comédie à l’âge de 14 ans en faisant une apparition dans la série American Horror Story. Par la suite, elle obtient un rôle récurrent dans la série Disney Channel, Tatami Academy, tout en faisant des apparitions dans des séries telles que Chasing Life, Santa Clarita Diet, Speechless ou encore Esprits criminels. 
En 2018, elle rejoint le casting de Legacies, la série dérivée de The Originals et de The Vampire Diaries dans le rôle de Josie Saltzman , l'une des filles jumelles d'Alaric Saltzman et de Jo Laughlin / Caroline Forbes . La série est diffusée depuis le 25 octobre 2018.
Lors de l’épisode 11 de la saison 1, elle chante la chanson « Stepping Into the Light »,.
En décembre 2021, la presse annonce que Kaylee Bryant a obtenu un rôle important dans le thriller The Locksmith, aux côtés de Ryan Phillippe, Kate Bosworth, Jeffrey Nordling et Ving Rhames. Dans la foulée, l'actrice annonce sur ses réseaux sociaux son départ de Legacies.
En novembre 2023, elle annonce via son compte Instagram, ne plus vouloir utiliser le nom de scène "Bryant" mais plutôt son vrai nom de famille "Kaneshiro".

## Filmographie

### Cinéma
- 2013 : Don't Look : Julie (Court-métrage)
- 2014 : I Zugzwang : Elizabeth Williams (Court-métrage)
- 2014 : Mary Loss of Soul : Mary Solis (Film)
- 2014 : Party Slashers : Heather (Court-métrage)
- 2016 : Birthday Bluff : Jen (Court-métrage)
- 2023 : The Locksmith : Tanya Saunders (Film)
- 2023 : Spin the Bottle : Kacey (Film)

### Télévision

#### Séries télévisées
- 2011 : American Horror Story : Un zombie (saison 1, épisode 4)
- 2012 : Body of Proof : Une musicienne (saison 2, épisode 16)
- 2012-2014 : Tatami Academy : Tori / Carrie (saison 1, épisode 20 / saison 3, épisode 11 / saison 4, épisode 8)
- 2013 : #doggyblog : Maddie (saison 1, épisodes 8 et 13)
- 2013 : Section Genius : Tina Garcetti (saison 3, épisode 5)
- 2014 : Suburgatory : Une fille (saison 3, épisode 6)
- 2015 : Newsreaders : Madison Jordan (saison 2, épisode 9)
- 2015 : Backstrom : Amber (saison 1, épisode 5)
- 2015 : Chasing Life : Sydney (saison 2, épisodes 4 et 11)
- 2016 : The Real O'Neals : Lacey (saison 1, épisodes 4, 9 et 13)
- 2016 : Esprits criminels : Amanda Bergstrom (saison 12, épisode 5)
- 2017 : Speechless : India Hertzfeld (saison 2, épisode 9)
- 2017-2018 : Santa Clarita Diet : Sarah (saison 1, épisodes 3, 4 et 5)
- 2018-2021 : Legacies : Josette « Josie » Saltzman (rôle principal, saisons 1 à 4)

#### Téléfilms
- 2015 : Grossesses rivales : Paula
- 2016 : What Goes Around Comes Around : Charlotte